# San Bartolomé de Tirajana (ort)
San Bartolomé de Tirajana är en ort i Spanien.   Den ligger i provinsen Provincia de Las Palmas och regionen Kanarieöarna, i den sydvästra delen av landet, 1 800 km sydväst om huvudstaden Madrid. San Bartolomé de Tirajana ligger 902 meter över havet och antalet invånare är 52 161. Den ligger på ögruppen Kanarieöarna.
Terrängen runt San Bartolomé de Tirajana är kuperad åt sydväst, men åt nordost är den bergig.Runt San Bartolomé de Tirajana är det ganska tätbefolkat, med 104 invånare per kvadratkilometer. Närmaste större samhälle är Telde, 16,9 km öster om San Bartolomé de Tirajana. Omgivningarna runt San Bartolomé de Tirajana är i huvudsak ett öppet busklandskap.